# معاملة المثليين في تسمانيا
يتمتع المثليين والمثليات ومزدوجي التوجه الجنسي والمتحولين جنسياً (اختصاراً: مجتمع الميم) في الولاية الأسترالية تسمانيا بالحقوق القانوني ذاتها التي يتمتع بها غيرهم من المغايرين جنسيا. تسمانيا لها تاريخ تحولي فيما يتعلق بحقوق الأشخاص من مجتمع الميم. أطلق عليها في البداية «جزيرة المتعصبين» حسب وسائل الإعلام الدولية بسبب العداء الاجتماعي والسياسي المكثف لحقوق المثليين حتى أواخر عقد 1990، وبعد ذلك تم الاعتراف بالولاية لإصلاحاتها القانونية حول حقوق المثليين التي تم وصفها من قبل نشطاء مثل رودني كروم من بين الأكثر شمولية والجديرة بالملاحظة في العالم. فرضت تسمانيا أشد العقوبات في العالم الغربي على المثلية الجنسية حتى عام 1997، عندما كانت الولاية القضائية الأسترالية الأخيرة التي تقوم بإلغاء تجريم المثلية الجنسية بعد صدور قرار من لجنة الأمم المتحدة لحقوق الإنسان، وإصدار تشريع الخصوصية الجنسية الفيدرالية وتحدي المحكمة العليا لقوانين مكافحة التوجه الجنسي في الولاية. بعد إلغاء التجريم، تحولت المواقف الاجتماعية والسياسية في الولاية سريعًا لصالح حقوق المثليين قبل التوجهات الوطنية مع تشريع قوانين تجريم التمييز ضد المثليين. في عام 1999، وأول مخطط لتسجيل العلاقات في الولاية يشتمل على الشركاء المثليين على قدم المساواة مع الشركاء المغايرين في عام 2003.
أصبح زواج المثليين قانونًا في الولاية منذ ديسمبر 2017، بعد المصادقة على قانون تعديل الزواج (التعريف والحريات الدينية) 2017 في البرلمان الأسترالي. تم الرد في الاستفتاء البريدي على قانون الزواج الأسترالي 2017، الذي أقين لقياس الدعم العام لزواج المثليين في أستراليا، على استجابة «نعم» بنسبة 63.6% في تسمانيا.

## قانونية النشاط الجنسي المثلي

### الاضطهاد التاريخي
كانت السدومية محظورة أصلاً في جميع أنحاء الجزيرة من وقت الاستيطان البريطاني. تم الاحتفاظ بالقانون بعد الاتحاد كما هو الحال في جميع الولايات القضائية الأسترالية الأخرى. كانت تسمانيا آخر مكان تابع للإمبراطورية البريطانية تنفذ عقوبة الإعدام في اللواط في عام 1867. على مدى مائة عام تالية، كان لدى تسمانيا أعلى معدل للسجن بسبب النشاط الجنسي المثلي بين الرجال المتوافقين في الخاص في أي مكان في العالم.
في أواخر الثمانينيات، صرح رئيس وزراء الولاية روبن غراي بأن المثليين جنسياً لم يكونوا موضع ترحيب في تسمانيا وأن الشرطة سجلت لوحات تسجيل المركبات للأشخاص الذين حضروا اجتماعات مجتمع المثليين. تم إغلاق مرصد لحقوق المثليين أقيم في سوق سالامانكا في عام 1988 من قبل مجلس مدينة هوبارت مع اعتقال المنظمين من قبل الشرطة. بحلول أوائل التسعينيات، كانت الولاية تمتلك أشد عقوبة على ممارسة الجنس المثلي في العالم الغربي بالسجن 21 عامًا.
خلال الثمانينيات وأوائل التسعينيات من القرن الماضي، رفض المجلس التشريعي في تسمانيا ست محاولات لإلغاء التجريم، حيث دعا السياسي روبرت آرتشر إلى أن «تعقب ومحو المثليين جنسياً» من قبل الشرطة. ظل الرأي الاجتماعي والسياسي حادا ضد حقوق المثليين حتى أواخر التسعينيات. استجاب العديد من المثليين إلى المشاعر المعادية إما بالانتقال إلى مدينتي سيدني أو ملبورن الرئيسيتين في أستراليا أو العيش في الخزانة دون الإفصاح عن ميولهم الجنسية أو الانتحار. قالت الكوميدية هانا غادسبي مشيرة إلى التأثير الشخصي لنقاش تجريم التسعينيات، أنها أدت بها إلى «التعفن بهدوء في الكراهية الذاتية» وبكونها كانت غير قادرة على تطوير الاستعداد للعلاقات. 

### شكوى مجلس حقوق الإنسان والاستجابة الفيدرالية
أدى رفض برلمان تسمانيا المتكرر لتمرير قانون إلغاء تجريم النشاط الجنسي المثلي الخاص إلى تقديم الساكن المحلي نيكولاس تونين شكوى للجنة الأمم المتحدة لحقوق الإنسان، والتي حكمت لصالح تونين في يوم 31 مارس عام 1994. ولاحظت اللجنة أن «تجريم الممارسات الجنسية المثلية لا يمكن اعتباره وسيلة معقولة أو تدبيرًا متناسبًا لتحقيق هدف منع انتشار فيروس نقص المناعة البشرية/الإيدز»، مشيرة أيضًا إلى أن «الحكومة الأسترالية تلاحظ أن القوانين التي تجرم النشاط المثلي تميل إلى إعاقة برامج الصحة العامة عن طريق القيادة تحت الأرض العديد من الناس لخطر الإصابة». كما قام النشطاء المثليون ومنظمة العفو الدولية بحملة للإصلاح بما في ذلك المظاهرات في الولاية وغيرها، وعقد اجتماعات بين مجتمع الميم فب تسمانيا ومنظمات مجتمع الميم في جميع أنحاء الولاية والرجال المثليين للإبلاغ الذاتي عن أنشطتهم بالتراضي الذي كان غير قانوني في ذلك الوقت لتوضيح أن القوانين كانت غير قابلة للتنفيذ، نظرا أن الشرطة لن تحاكمهم على أساس أن ذلك لم يكن في المصلحة العامة.
على الرغم من أن قرار مجلس حقوق الإنسان الصادر في 31 مارس 1994 دعا فعليًا حكومة كيتنغ الفيدرالية إلى إلغاء قوانين المجرمة للمثلية الجنسية في تسمانيا، إلا أن كيتينغ والمدعي العام مايكل لافارش كانا بطيئين في البداية في اتخاذ موقف، معتبرين أنها مسألة ذات أولوية غير مهمة. أدى التجريم المستمر إلى التماس وقعه 12,000 شخص وحملة مقاطعة «اشتري باليمين» (بالإنجليزية: "Buy Right")‏ التي تستهدف السياحة في تسمانيا وتنتج حتى يتم إلغاء القوانين. 
بعد أربعة أشهر من قرار مجلس حقوق الإنسان وبعد فشله في إقناع حكومة تسمانيا بإلغاء القوانين المخالفة، أصدرت حكومة كيتينغ قانون حقوق الإنسان (السلوك الجنسي) لعام 1994، مع المادة 4 التي تقنن النشاط الجنسي بين البالغين الراشدين في جميع أنحاء أستراليا وتحظر أي قوانين تنص على التدخل بشكل تعسفي مع السلوك الجنسي للبالغين على انفراد. صرح لافارش أن قانون تسمانيا كان «حكمًا جنائيًا بغيضًا لا يوجد في أي مكان آخر في أستراليا ويتعارض مع التزامات أستراليا بحقوق الإنسان».
عارض أعضاء اليمين الكاثوليكي في حزب العمال الأسترالي في البداية التشريعات الفيدرالية ولكنهم وافقوا في النهاية على تأييد إقرارها، في حين أن القضية قد قسمت الائتلاف المعارض، حيث مارس العديد من الأعضاء تصويت الضمير ضده وقاموا استبدال رئيس الحزب التقدمي نسبيًا ألكسندر داونر برئيس أكثر محافظة وهو جون هوارد. هذا القانون لم يبطل مباشرة قانون تسمانيا، حيث فضلت حكومة كيتنغ تجنب الطعن من قبل الولايات المحافظة بشأن حقوق الولايات والاعتماد على المحكمة العليا لإلغاء قانون تسمانيا بشكل غير مباشر. انتقد النشطاء والأكاديميون هذا النهج للتخلي عن المسؤولية السياسية للمشرعين عن قضية غير مريحة للمحاكم.

### قضية المحكمة العليا وإلغاء التجريم

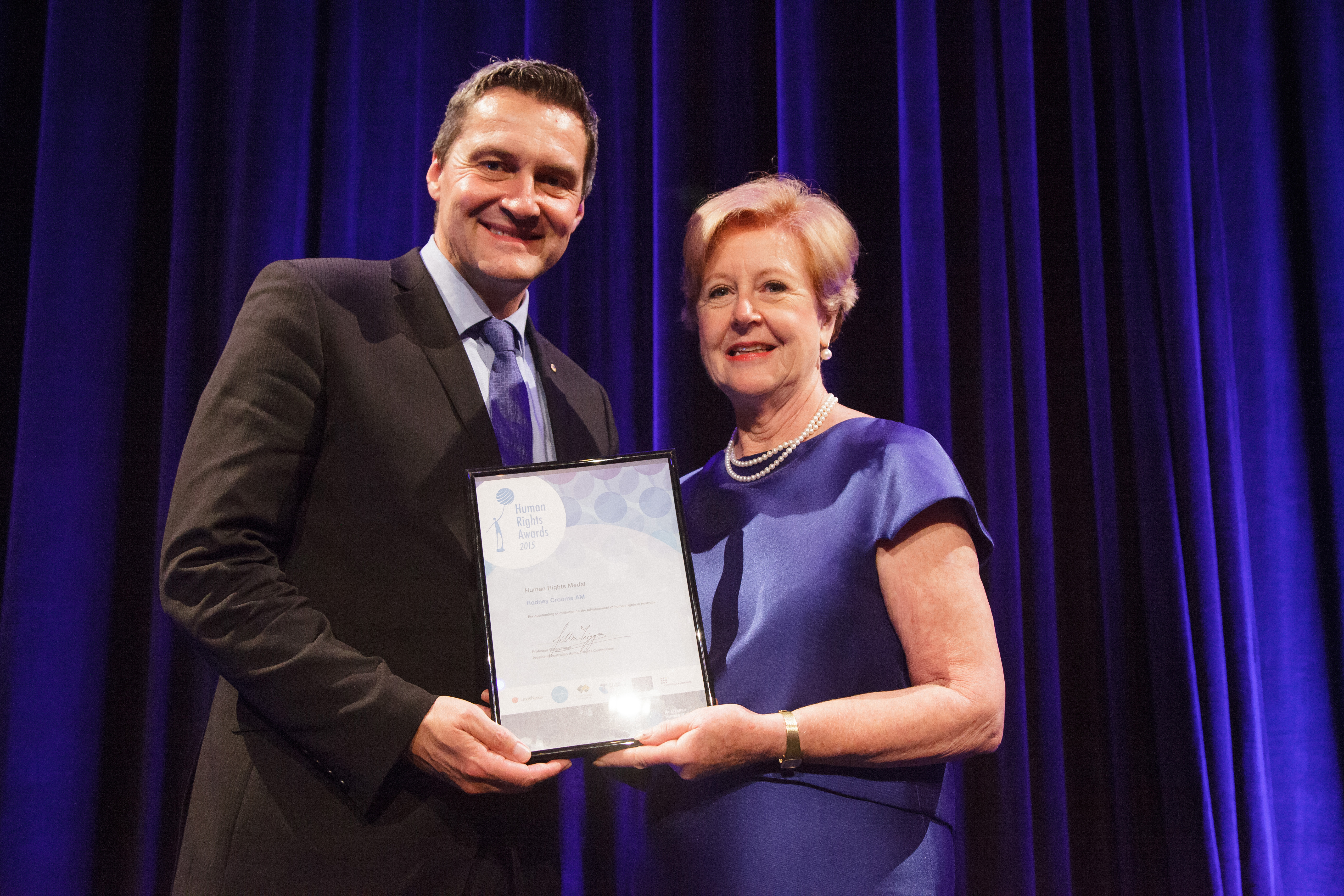
حصل الناشط رودني كروم على لقب أسترالي في تسمانيا لعام 2015 بسبب عمله في مجال حقوق المثليين، بما في ذلك إلغاء تجريم المثلية الجنسية في تسمانيا.

في 14 نوفمبر 1995، قام نيك تونين وشريكه حينها رودني كروم برفع قضية في المحكمة العليا في أستراليا حكما أن القوانين المعادية للمثليين في تسمانيا لاغية دستوريا من قبل قانون 1994 لحقوق الإنسان (السلوك الجنسي)، وبالتالي غير صالحة. تم اتخاذ القضية من قِبل المحامي ألان غولدبرغ، الذي قدم خدماته المجانية بعد أن مُنع كروم وتونين من الحصول على مساعدة قانونية لرفع القضية على الرغم من استيفاء معايير التمويل كحالة اختبار للمصلحة العامة.
في عام 1996، غيرت حكومة الحزب الليبرالي لرئيس وزراء الولاية توني روندل موقفها من إصلاح قانون المثليين من المعارضة إلى السماح بتصويت الضمير بعد فشلها في محاولاتها لإلغاء قضية المحكمة العليا ووسط الدعم المحلي المتزايد للإصلاح. بدأ حزب الخضر في تسمانيا تحت كريستين ميلن الدفع بقوة من أجل إصلاح القوانين.
ونتيجة لهذه التغييرات، أصبحت تسمانيا في 1 أيار/مايو 1997 الولاية القضائية الأسترالية الأخيرة التي تلغي قوانينها المناهضة للمثلية الجنسية، والذي تم تمريره في المجلس التشريعي في تسمانيا بصوت واحد إضافي لصالح. يبلغ سن الرضا في تسمانيا 17 عامًا ويساوي جميع أشكال النشاط الجنسي.

### برنامج إلغاء الإدانات التاريخية
في ديسمبر 2015، أعلنت حكومة تسمانيا الليبرالية أنها ستقدم تشريعات في برلمان تسمانيا والتي من شأنها أن تلغي السجلات الجنائية التاريخية لممارسة الجنس الجنسي بالتراضي. جاء هذا الإعلان عقب تقرير أصدره مفوض تسمانيا لمكافحة التمييز في أبريل 2015 والذي أوصى بإنشاء مثل هذا البرنامج وكيف ينبغي أن يتم إنشاءه. سيتمكن الأفراد المتهمون بارتكاب جرائم تتعلق بالسلوك الجنسي المثلي قبل إلغاء التجريم في عام 1997 من تقديم طلب إلى وزير العدل في الولاية لإزالة هذه التهم من سجلاتهم الجنائية.
أصدرت وزارة العدل مشروع قانون في يونيو 2016.
في 6 أبريل 2017، تم تقديم «مشروع قانون إبطال الجرائم التاريخية 2017» إلى مجلس النواب في تسمانيا من قبل النائب العام المؤقت. يسمح مشروع القانون لأولئك الذين أدينوا بارتكاب جرائم جنسية مثلية (قبل إلغاء تجريمه في تسمانيا في عام 1997) وشهوة الملابس المغايرة (التي كانت جريمة بموجب قانون جرائم الشرطة لعام 1935، حتى تم إلغاء تجريمها في عام 2001) للطلب من وزير العدل في الولاية، أو طلب شخص نيابة عنهم إذا توفي، لإلغاء إدانتهم. تمت مناقشة مشروع القانون في الجمعية التشريعية في 13 أبريل، وتم تمريره في الجمعية التشريعية في 2 مايو 2017. ثم انتقل إلى المجلس التشريعي في تسمانيا للنظر فيه، حيث عقدت القراءة الأولى في 19 مايو 2017. تمت مناقشة مشروع القانون في المجلس في 20 و 21 سبتمبر 2017، وتم تمريره في المجلس التشريعي في في 21 سبتمبر. وافق المجلس على العديد من التعديلات المصممة لتبسيط الإجراءات المتعلقة بالطلبات ومعالجة البيانات الحساسة وعملية صنع القرار. وافقت الجمعية على تعديلات المجلس في 18 أكتوبر 2017، وأصبح مشروع القانون قانونًا برلمانيًا بعد أن حصل على الموافقة الملكية في 21 نوفمبر 2017. دخل القانون حيز التنفيذ في 9 أبريل 2018.
توجد برامج من هذا النوع في جميع الولايات القضائية الأخرى في أستراليا.

### الاعتذار البرلماني
في 13 أبريل 2017، أصدرت حكومة تسمانيا، ممثلة برئيس الحزب الليبرالي ورئيس وزراء الولاية ويل هودغمان، اعتذارًا برلمانيًا رسميًا لأعضاء مجتمع الميم في تسمانيا الذين تأثروا تاريخيا بالقوانين التي تجرم المثلية الجنسية في الولاية حتى عام 1997. صرح هودجمان أن «رأي [الحكومة] هو أن المجتمع التسماني الأوسع نطاقًا كان يعتقد أنه لا ينبغي مطلقًا توجيه الاتهام أو الإدانة للأشخاص في المقام الأول، حتى لو كان يعتقد في ذلك الوقت أنه كان الشيء الصحيح الذي يجب عمله، لم يكن كذلك». أصدرت رئيسة حزب العمال وزعيمة المعارضة في الولاية ريبيكا وايتكما اعتذارًا رسميًا، قائلة إن الاعتذار «طال انتظاره» بسبب «الظلم الفظيع الذي حدث نتيجة لهذه القوانين». طلب كاسي أ'وكونر، زعيم حزب الخضر، من مجتمع الميم التسماني «أن يغفر [لنا] لعدم وضعكم بين أيدينا».

## الاعتراف القانوني بالعلاقات المثلية
نص «قانون العلاقات 2003» في تسمانيا على التسجيل والاعتراف بنوع من الشراكة المسجلة في فئتين متميزتين: علاقات مهمة وعلاقات الرعاية. وعدّل القانون نفسه أيضًا 73 قانونًا لتزويد الشركاء المسجلين بجميع الحقوق الممنوحة للأزواج داخل الولاية تقريبًا. علاوة على ذلك، فمنذ يوليو 2009، يتم الاعتراف بهذه العلاقات على المستوى الفيدرالي، مما يوفر للأزواج جميع الحقوق والفوائد الفيدرالية للزواج تقريبًا. دخل التشريع حيز التنفيذ في 1 يناير 2004. في سبتمبر 2010، أقر برلمان تسمانيا تشريعات للاعتراف بأن حالات زواج المثليين والاتحادات المثلية التي تتم خارج تسمانيا تعتبر علاقات مهمة.

### العلاقات المهمة وعلاقات الرعاية
يمكن لكل من الشركاء المغايرين أو الشركاء المثليين تسجيل علاقة مهمة إذا كان كلاهما بالغين ليس لهما قرابة وغير متزوجين يعيشان في تسمانيا. قدمت تسمانيا هذا النظام في عام 2003، لتصبح أول ولاية قضائية في أستراليا تنشئ نظامًا لتسجيل العلاقات مفتوحًا لجميع الشركاء.
وبالمثل، يمكن لشخصين بالغين يقيمان في تسمانيا، مرتبطان أم لا، تسجيل علاقة الرعاية إذا كان أحدهما يوفر للآخر الدعم المنزلي والعناية الشخصية. لا يمكن أن يكون الشريكان متزوجين من بعضهما البعض، ولا يمكن أن يكونا في علاقة مهمة أو في علاقة الرعاية حالية، ولا يمكن أن يتقاضيا مدفوعات لرعاية الطرف الآخر من إدارات العمل أو الدوائر الحكومية.
يوفر كلا النوعين من العلاقات حقوقًا متطابقة في المجالات التالية:
- التقاعد (استحقاقات التقاعد/الأجور)
- تحصيل الضرائب
- التأمين
- الرعاى ة الصحية
- زيارة المستشفى
- الوصايا
- تقسيم الممتلكات
- ظروف العمل (مثل إجازة الأبوة والأمومة)

يجب على الأزواج الذين يدخلون في علاقة مهمة أو في علاقة الرعاية توقيع وثيقة صك العلاقة. وهو ما يتم تسجيله لدى مسجل المواليد والوفيات والزواج. يصدر السجل بعد ذلك شهادة تسجيل، وهي دليل على وجود علاقة شخصية (مهمة أو الرعاية). وبالتالي، سيتم الاعتراف بالعلاقة من الناحية القانونية دون الحاجة إلى تلبية أي معايير أخرى لإثبات وجودها. عند الدخول في صك العلاقة، يُسمح للشركاء بحضور حفل تعترف به الولاية للاحتفال باتحادهم.

### الاعتراف بالعلاقات المثلية من الولايات القضائية الأخرى
منذ انتخابه في عام 2007، كان رئيس الوزراء آنذاك، كيفن رود، يشجع جميع الولايات على إنشاء سجلات علاقات مطابقة لنموذج تسمانيا من أجل خلق توحيد على المستوى الوطني وحقوق متسقة، وفي نفس الوقت لا يدعم أي شيء يبدو مشابهاً للغاية إلى الزواج. تعترف الحكومة الأسترالية الفيدرالية أيضًا بالشراكة المسجلة في تسمانيا باعتبارها «علاقة بحكم الأمر الواقع» بموجب القانون الفيدرالي. يحق للشركاء بحكم الأمر الواقع، سواء المثليين أو المغايرين، التمتع بجميع الحقوق الفيدرالية تقريباً للزواج منذ 1 يوليو 2009.في سبتمبر 2010، أصدر برلمان تسمانيا تشريعات للاعتراف بزواج المثليين والاتحادات المدنية خارج الولاية كعلاقات مهمة.

### زواج المثليين
أصبح زواج المثليين قانونياً في تسمانيا، وفي بقية أستراليا، في ديسمبر 2017، بعد أن أقر البرلمان الأسترالي الفيدرالي قانونًا يجيز زواج المثليين.
قبل ذلك، حاولت تسمانيا تشريع زواج المثليين على مستوى الولاية. في أغسطس 2012، أعلنت رئيس وزراء تسمانيا لارا غيدينغز أن تسمانيا ستقر قوانين جديدة تسمح للأزواج المثليين بالزواج. ومع ذلك، على الرغم من أن مشروع قانون زواج المثليين قد تم تمريره في تصويت 13 صوتا لصالح مقابل 11 صوتا ضد (13-11) في مجلس النواب، رفض الجمعية التشريعية مشروع القانون في تصويت 6 أصوات لصالح مقابل 8 أصوات ضد (6-8) في 27 سبتمبر 2012. في ديسمبر 2013، أعلنت المحكمة العليا في أستراليا أن قانون زواج المثليين في إقليم العاصمة الأسترالية غير دستوري بسبب عدم اتساقه مع قانون الزواج الاتحادي لعام 1961. وهذا يعني أن برلمانات الولايات لا تتمتع بالإمكانية القانونية لتشريع زواج المثليين حتى لو أرادوا ذلك.
في 19 نوفمبر 2015، أصدر مجلس النواب في برلمان تسمانيا، اقتراحًا بأغلبية 15 صوتًا لصالح مقابل 9 أصوات ضد (15-9)، يدعو الحكومة الفيدرالية إلى إقرار مشروع قانون زواج المثليين بناءً على تصويت الضمير. مررت كل من أستراليا الغربية ونيوساوث ويلز أيضا اقتراحات مماثلة. في 9 أغسطس 2016، أصدرت الجمعية التشريعية في تسمانيا أيضًا اقتراحًا لصالح زواج المثليين، في تصويت 8 أصوات لصالح مقابل 5 أصوات ضد (8-5).
صياغة الاقتراح:

1. ملاحظات أن أعضاء الجمعية التشريعية في تسمانيا والمجتمع لديهم وجهات نظر مختلفة حول مسألة المساواة في الزواج 

2. نتمنى أن يقيم زملاؤنا الفيدراليون نقاشًا محترمًا ومتسامحًا مع جميع الآراء

3. يلاحظ أهمية أن يكون النواب أحرارًا في التعبير عن آرائهم، وجهة نظرهم الخاصة ووجهات نظر ناخبيهم في هذه القضية

## التبني وتنظيم الأسرة
يسمح قانون تسمانيا للأزواج والشركاء المثليين بالتبني. ينص قانون التبني 1988 على أنه «أمر لتبني طفل يجوز لصالح شخصين، لمدة لا تقل عن 3 سنوات قبل التاريخ الذي يرصد النظام، قد تزوجوا من بعضها البعض أو كانت أطرافًا في علاقة مهمة والتي هي موضوع صك العلاقة المسجلة بموجب الجزء 2 من قانون العلاقات لعام 2003». تم قانون التبني 1988 من قبل البرلمان في يونيو 2013 للسماح للأزواج والشركاء المثليين لتبني الأطفال غير المعروفين والمرتبطين بهم. جعل هذا من ولاية تسمانيا رابع ولاية قضائية في أستراليا في ذلك الوقت تسمح للأزواج والشركاء المثليين بحقوق التبني الكامل المشترك القانوني.
تحت القسم 10سي من وضع قانون الطفل 1974، يتم اعتبار أن الشريكة المثلية للنساء اللواتي يلدن أطفالا من خلال التبرع الحيوانات المنوية، التقيح الصناعي أو غيرها من تقنيات التلقيح بالمساعدة هي الأم الشريكة للطفل بنفس طريقة الشريك الراجل للنساء المغايرات. يمكن وضع الأمهات كلاهما على شهادة الميلاد، مما يسمح لهؤلاء الأزواج بالحصول على نفس الحقوق لأطفالهم (مثل النماذج الطبية أو المستشفى، والعمليات التعليمية، والوصول إلى الاستحقاقات، وما إلى ذلك). إن التشريع الخاص بالأبوة من أطفال الأنابيب هو بأثر رجعي، وهذا يعني أن القانون ينطبق على الأمهات الشريكات قبل دخوله حيز التنفيذ. المادة 29 من قانون التبني يسمح للشريكة الأنثى للأم البيولوجية بتبني الطفل المولود نتيجة لتقنيات التلقيح بالمساعدة.
في عام 2012، أقرت تسمانيا قانونين للسماح قانونيا بتأجير الأرحام غير التجاري. يسمى القانونان قانون الأرحام رقم 34 وقانون تأجير الأرحام (التعديلات المترتبة) رقم 31. تمت صياغة مشروع قانون عن تأجير الأرحام وتمريره من قِبل مجلسي البرلمان التسماني، بعد مراجعة قانون عقود تأجير الأرحام 1993 رقم 4، وبعد عملية تشاور جارية مع المجتمع. وبموجب تشريع تأجير الأرحام، يجب أن يكون عمر الأم البديلة هو 25 عامًا على الأقل ولا يمكن أن يكون حملها الأول. دخلت قوانين تأجير الأرحام الجديدة حيز التنفيذ في 1 مايو 2013.

## الحماية من التمييز
يحظر «قانون مكافحة التمييز 1998 (تاس)» وهو قانون الولاية «التمييز والسلوك المحدد الآخر» (وتسمى «السلوك المحظور» في القانون) ويوفر «التحقيق والتوفيق، والتحقيق في شكاوى» التمييز والسلوك المحظور. يحظر القانون التمييز في تسمانيا على مجموعة واسعة من الأسس، بما في ذلك الجنس أو النشاط الجنسي القانوني أو التوجه الجنسي و/أو الهوية الجندرية الفعلي أو المتصور. في سبتمبر 2013، تم تعديل القانون لتوفير الحماية للأشخاص المتحولين جنسياً وثنائيي الجنس، مع تمديد الحماية من السلوك العدواني لمنع أي شخص من الإساءة أو الإهانة أو الترهيب أو الاحتقار أو الاستهزاء بشخص آخر على أساس جنسه الفعلي أو المتصور، التوجه الجنسي و/أو الهوية الجندرية.
يحمي القانون الفيدرالي أيضًا الأشخاص من مجتمع الميم في تسمانيا في شكل قانون تعديل التمييز على أساس الجنس (التوجه الجنسي، الهوية الجندرية وحالة ثنائية الجنس) 2013.

## حقوق المتحولين جنسيا
تمشيا مع تحولها في قضايا أخرى حول حقوق المثليين، تغير نهج تسمانيا تجاه المتحولين جنسيا من معارضة قوية إلى واحدة من بين الأكثر ليبرالية في العالم. كانت الولاية الأسترالية الوحيدة التي لا تزال تجرّم شهوة الملابس المغايرة، ووألغت تجريمها في عام 2000. قبل عام 2019، سمحت تسمانيا بتغيير الجنس على الرغم من تكليفها بأن يكون الشخص سيطلق إذا تزوج وخضع لجراحة إعادة تحديد الجنس. في فبراير 2016، اقترح مفوض تسمانيا لمكافحة التمييز، من بين أمور أخرى إزالة هذين الشرطين وإضافة خانة للجنس «غير ثنائي».
في أكتوبر 2018، قدمت الحكومة الليبرالية تشريعات إلى البرلمان تلغي شرط أن يكون الفرد «غير متزوج» لتغيير الجنس ليتم تسجيله في شهادة الميلاد. بقي شرط جراحة إعادة تحديد الجنس، وهي نقطة انتقدها النشطاء المتحولون جنسياً. وردا على ذلك قام كل من حزب العمال وحزب الخضر بتمرير بنجاح العديد من التعديلات على مشروع القانون عندما تم مناقشته في الجمعية في 20 نوفمبر 2018. بالإضافة إلى إزالة شرط الطلاق القسري، ألغى مشروع القانون المعدل أيضًا شرط جراحة إعادة تحديد الجنس، وأي متطلبات طبية. تغيير الجنس يتطلب فقط إعلانا بسيطا. وسمح للآباء باختيار ما إذا كان جنس طفلهم سيتم تسجيله على شهادات الميلاد، وخفض العمر الذي يمكن للشخص فيه تغيير جنسه القانوني في شهادة الميلاد دون الحاجة إلى إذن الوالدين لعمر 16 عاما، ويسمح للوالدين بتغيير الجنس القانوني لأطفالهم. وتمديد الحد الزمني للآباء والأمهات للأطفال ثنائيي الجنس لتسجيل ولادة طفلهم (إلى 120 يوما بعد الولادة). تم السماح للأفراد أيضًا بإزالة خانة الجنس بالكامل من شهادة ميلادهم وتم تحديث قانون مكافحة التمييز في الولاية ليشمل التعبير الجندري. في حين أن هذه التغييرات عارضتها الحكومة عن الحزب الليبرالي الوطني، إلا أنها مرت بسبب التصويت الحاسم لرئيسة المجلس عن الحزب الليبرالية الوطني، سو هيكي، الذي صوت ضد آراء الحزب.
تم نقل مشروع القانون إلى الجمعية التشريعية. كان من المقرر أصلاً مناقشة مشروع القانون من قبل الجمعية التشريعية في نوفمبر 2018، لكن الحكومة أجلت النظر فيه حتى مارس 2019، مشيرة إلى معارضة التعديلات التي تم تمريرها ضد رغباتها في المجلس. تم تمرير مشروع القانون في القراءة الثانية مع تعديلات طفيفة في الجمعية التشريعية يوم 4 أبريل 2019. عاد مشروع القانون المعدل إلى المجلس للموافقة على تعديلات الجمعية في 10 أبريل 2019. ومرة أخرى، تم تمرير مشروع القانون بدعم من حزب العمال، حزب الخضر ورئيسة المجلس الليبرالية سو هيكي. تلقى مشروع القانون موافقة ملكية في 8 مايو 2019، مع دخول غالبية مشروع القانون حيز التنفيذ في نفس اليوم. دخلت الأجزاء التي تتضمن تعديلات على قانون تسجيل المواليد والوفيات والزواج لعام 1999 حيز التنفيذ في 5 سبتمبر 2019.
تم دعم القوانين من قبل منطمة الدفاع عن حقوق المتحولين جنسيا «ترانسفورمنغ تسمانيا» (بالإنجليزية: Transforming Tasmania)‏ والناشط المثلي رودني كروم وعارضها الحزب الليبرالي في تسمانيا ورئيس الوزراء الأسترالي سكوت موريسون.

## حقوق ثنائيي الجنس
في مارس 2017، شارك ممثلون عن مجموعة دعم متلازمة نقص الأندروجين في أستراليا ومنظمة ثنائيي الجنس الدولية الأسترالية شارك في «بيان دارلينغتون» التوافقي الأسترالي أوتياروا/النيوزيلندي من قبل منظمات المجتمع ثنائيي الجنس وغيرها. يدعو البيان إلى الإصلاح القانوني، بما في ذلك تجريم التدخلات الطبية التي يمكن تأجيلها للأطفال ثنائيي الجنس، وتحسين الوصول إلى دعم الأقران.
منذ 1 آب/أغسطس 2017، تعد تسمانيا واحدة من ثلاث ولايات قضائية تشمل أشكال الحماية الخاصة بالأشخاص ثنائيي الجنس في قانون مكافحة التمييز. الاختصاصات الثلاثة الأخرى هي إقليم العاصمة الأسترالية وأستراليا الجنوبية.

## ملخص
| قانونية النشاط الجنسي المثلي                                                                  | (منذ عام 1997: بين الرجال، كان دوما قانوني بين النساء) |
| المساواة في السن القانوني للنشاط الجنسي                                                       | (منذ عام 1997)                                         |
| قوانين الولاية لمكافحة التمييز على أساس التوجه الجنسي                                         | (منذ عام 1999)                                         |
| قوانين الولاية لمكافحة التمييز على أساس الهوية الجندرية أو التعبير عنها                       | (منذ عام 2013)                                         |
| قوانين جرائم الكراهية تشمل التوجه الجنسي                                                      | (منذ هام 1999)                                         |
| قوانين جرائم الكراهية تشمل الهوية الجندرية أو التعبير عنها                                    | (منذ عام 2019)                                         |
| قانون مناهضة تشويه السمعة                                                                     | Yes                                                    |
| زواج المثليين                                                                                 | (منذ عام 2017)                                         |
| الاعتراف القانوني بالعلاقات المثلية                                                           | (منذ عام 2003)                                         |
| تبني أحد الشريكين للطفل البيولوجي للشريك الآخر                                                | (منذ عام 2013)                                         |
| التبني المشترك للأزواج المثليين                                                               | (منذ عام 2013)                                         |
| يسمح للمثليين والمثليات ومزدوجي التوجه الجنسي والمتحولين جنسيا بالخدمة علناً في القوات المسلحة | Yes                                                    |
| الحق بتغيير الجنس القانوني                                                                    | Yes                                                    |
| علاج التحويل محظور على القاصرين                                                               | No                                                     |
| برنامج إلغاء الإدانات التاريخية                                                               | (منذ عام 2018)                                         |
| إلغاء الدفاع عند الذعر من المثليين                                                            | (منذ عام 2003)                                         |
| الحصول على أطفال أنابيب للمثليات                                                              | Yes                                                    |
| الأمومة التلقائية للطفل بعد الولادة                                                           | Yes                                                    |
| تأجير الأرحام التجاري للأزواج المثليين من الذكور                                              | (غير قانوني للأزواج المغايرين كذلك)                    |
| تأجير الأرحام غير التجاري للأزواج المثليين من الذكور                                          | (منذ عام 2013)                                         |
| السماح للرجال الذين مارسوا الجنس الشرجي التبرع بالدم                                          | / (بعد فترة تأجيل لمدة عام واحد؛ على عموم أستراليا     |